# Шулявка
Шуля́вка — історична місцевість міста Києва у сучасних Шевченківському і Солом'янському районах, за царських часів — село, робітнича околиця Києва.

## Походження назви та історія
Назва — від давньослов'янського «шелвова борка» (низькорослий лісок із великою кількістю галявин), який згадується у давньоруських літописах X—XI століть. У XVII столітті також згадується як Шелвов борок і Шелвово сельцо, у XVIII столітті — як с. Шулявка, Шулявщина (поблизу Либіді) або Шульжанське подвір'я Софійського монастиря. У XVIII столітті (близько 1722 року) на Шулявці тодішній Київський митрополит Варлаам Вонатович заснував тут літню митрополичу резиденцію. 1847 року перейшла у власність держави і активно почала освоюватись. У другій половині 1850–х років територією Шулявки прокладено Києво-Брестське шосе (нині у межах міста — Берестейський проспект).
З середини XIX століття до 1912 року Шулявка частинами входила в межі Києва (т. зв. права або міська Шулявка — місцевість праворуч Берестейського проспекту від Повітрофлотського мосту до Зоопарку — у 1850-ті роки, ліва або сільська — ліворуч від проспекту — 1912 року).
1857 року на в'їзді до Києва з боку Києво-Брестського шосе було встановлено тріумфальну арку.
На місці колишньої заміської резиденції митрополитів було 1848—1857 року зведено Кадетський корпус, який існував у цій будівлі до 1919 року (нині — будівля Міністерства оборони України). В цей же час тут поступово формувалося робітниче поселення. Наприкінці XIX століття на Шулявці споруджено Політехнічний інститут, будівлі якого збереглися до нашого часу. За Шулявкою на пустирі споруджено завод Ґретера і Криваненка (нині — Перший київський машинобудівний завод). Також була церква св. Марії Магдалини (знищена у 1930-ті роки, нині поблизу місця, де знаходилася церква розташовано ліцей № 142). На Шулявці мешкали переважно робітники й військові.
1899 року лівим узбіччям тодішного Брест-Литовським шосе було прокладено трамвайну лінію від Бессарабки до новозбудованого Київського політехнічного інституту (лінію було закрито у 1978—1982 роках). 1900 року правим узбіччям Брест-Литовського шосе було прокладено лінію трамвая від колишніх Тріумфальних воріт до дачного селища у Святошині.
1905 робітники Шулявки страйкували і створили робочі дружини, які прогнали поліцію і царську адміністрацію, проголосивши Шулявську республіку (12-16 грудня 1905 року), яку в кінці грудня ліквідували царські війська.
У 20 — 30-х роках XX століття мала назву Жовтнівка (від району Жовтневої революції). Майже всю стару забудову, зокрема робочі бараки та приватні будинки, на Шулявці знесено у 1960–70-х роках. Між Берестейським проспектом і реконструйованою Борщагівською вулицею збудовано житловий масив. На Шулявці прокладено Шулявську вулицю (таку ж назву первісно мала вулиця Гетьмана Павла Скоропадського).

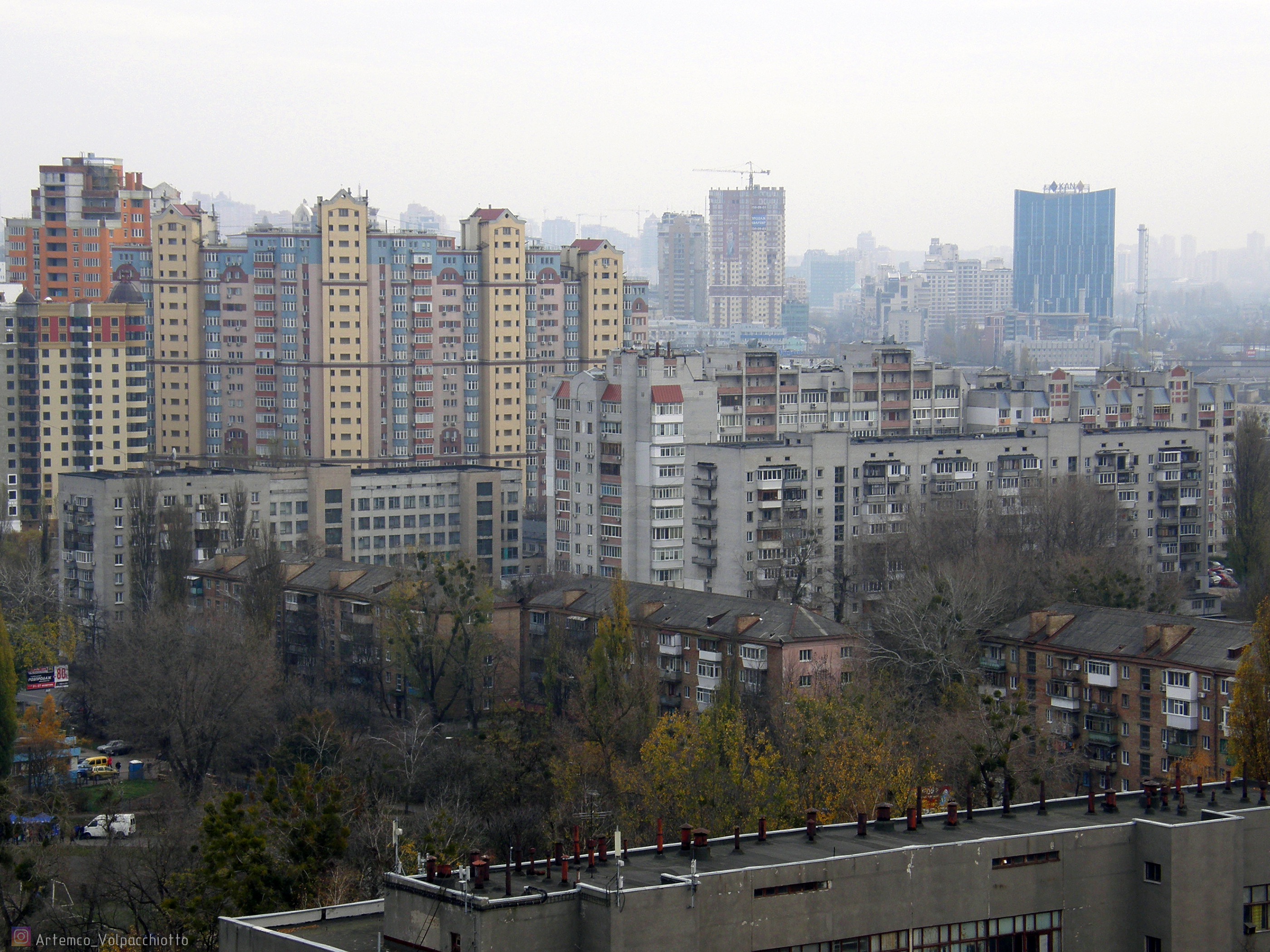
частина Шулявки на схід від вул. Шолуденка

У 1963 році на Шулявці відкрилися станції метро «Політехнічний інститут» та "Завод «Більшовик» (нині — «Шулявська»).
У новітній час на Шулявці було збудовано кілька ТРЦ та, станом на 2021 рік, відбувалося активне будівництво житлових комлексів та бізнес-центрів. Шулявка пов'язана з іншими районами міста метро та наземним громадським транспортом — тролейбусом та автобусом.
Сьогодні Шулявка входить до складу Шевченківського та Солом'янського районів міста.